# Lista de álbuns número um em 2005 (Portugal)
Este anexo lista os álbuns número um em Portugal no ano de 2005, resultados compilados pela Associação Fonográfica Portuguesa.
Desde de 2 de Janeiro até ao final do ano, foram quinze os artistas que alcançaram o topo da tabela portuguesa, sendo sete nacionais e oito internacionais. O projecto português Humanos iniciou o ano na liderança, uma semana e mais duas consecutivas em Fevereiro. A banda nacional D'ZRT foi o grupo com mais permanência no topo, perfazendo vinte e cinco semanas não-consecutivas, rendendo treze platinas ao seu disco de estreia. O grupo nacional de rock alternativo, Blasted Mechanism, esteve uma semana na primeira posição com o seu quarto álbum de estúdio Avatara. Os cantores portugueses Rui Veloso e David Fonseca, estiveram ambos uma semana na liderança no top nacional português. Outro projecto que assumiu o topo da tabela, Escolinha de Música, permaneceu três semanas consecutivas, seguido pela fadista Mariza, que permaneceu duas semanas no topo. Foi o primeiro ano desde da existência da contagem em que um artista nacional, neste caso grupo, esteve na liderança por um número maior de semanas.
O cantor britânico Seal foi o melhor acto internacional, sendo que cinco semanas consecutivas no topo da tabela depois de ter liderado na última semana do ano de 2004. Por menos uma semana, a banda Keane, também com o seu disco platinado Hopes and Fears. Madonna esteve três semanas seguidas na primeira posição, e o cantor Robbie Williams obteve dois topos com o seu sexto projecto. Roberto Carlos, Coldplay, Depeche Mode e Il Divo lideraram apenas por uma semana.

## Histórico

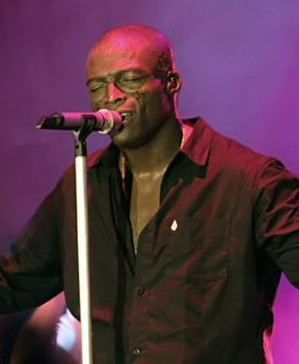
O artista internacional Seal esteve cinco semanas consecutivas em primeiro lugar, sendo o melhor acto estrangeiro.

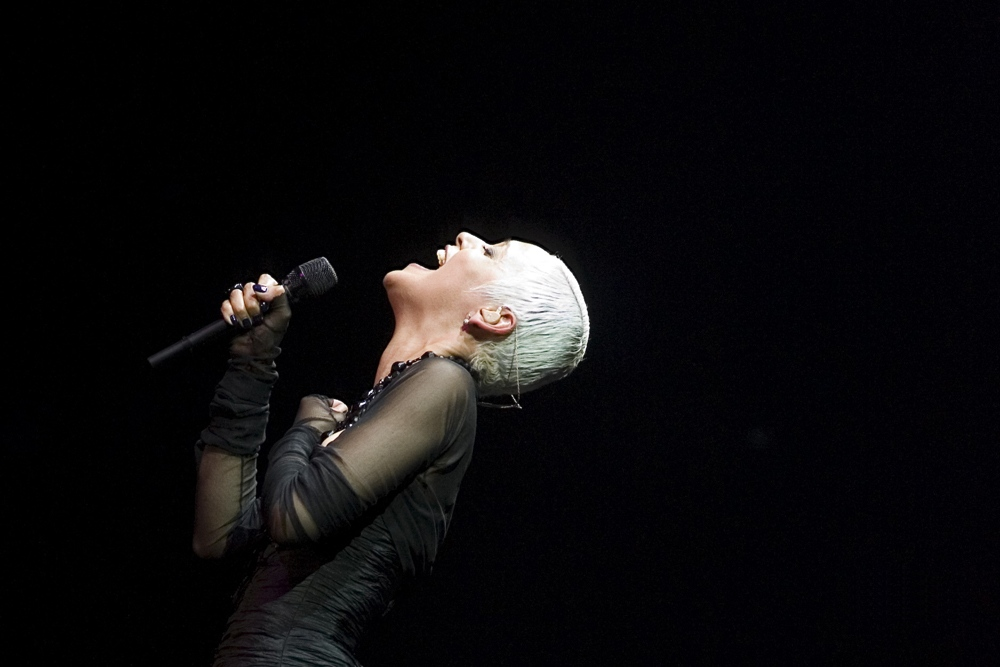
Mariza com Transparente esteve três semanas na liderança, sendo que o projecto acabou por obter disco de platina.

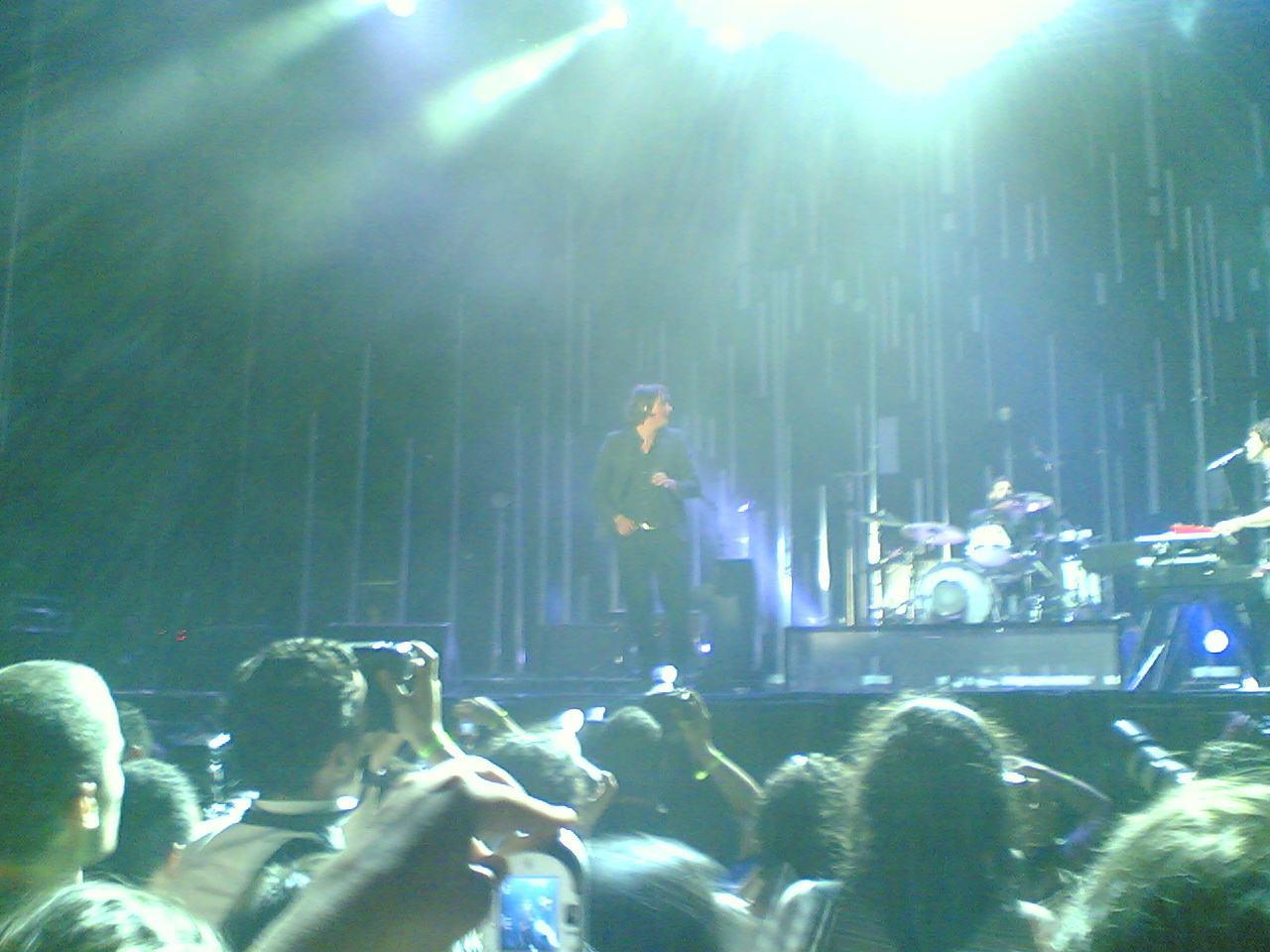
Os britânicos Keane foram o segundo melhor acto internacional, e estiveram três semanas no topo.

| Data            | Álbum                          | Artista(s)          | Referência |
| --------------- | ------------------------------ | ------------------- | ---------- |
| 2 de Janeiro    | Humanos                        | Humanos             | [ 2 ]      |
| 9 de Janeiro    | Best 1991-2004                 | Seal                | [ 3 ]      |
| 16 de Janeiro   | Best 1991-2004                 | Seal                | [ 4 ]      |
| 23 de Janeiro   | Best 1991-2004                 | Seal                | [ 5 ]      |
| 30 de Janeiro   | Best 1991-2004                 | Seal                | [ 6 ]      |
| 6 de Fevereiro  | Best 1991-2004                 | Seal                | [ 7 ]      |
| 13 de Fevereiro | Humanos                        | Humanos             | [ 8 ]      |
| 20 de Fevereiro | Humanos                        | Humanos             | [ 9 ]      |
| 27 de Fevereiro | Hopes and Fears                | Keane               | [ 10 ]     |
| 6 de Março      | Hopes and Fears                | Keane               | [ 11 ]     |
| 13 de Março     | Hopes and Fears                | Keane               | [ 12 ]     |
| 20 de Março     | Hopes and Fears                | Keane               | [ 13 ]     |
| 27 de Março     | Pra Sempre Ao Vivo no Pacaembu | Roberto Carlos      | [ 14 ]     |
| 3 de Abril      | Avatara                        | Blasted Mechanism   | [ 15 ]     |
| 10 de Abril     | Escolinha de Música            | Escolinha de Música | [ 16 ]     |
| 17 de Abril     | Escolinha de Música            | Escolinha de Música | [ 17 ]     |
| 24 de Abril     | Escolinha de Música            | Escolinha de Música | [ 18 ]     |
| 2 de Maio       | Transparente                   | Mariza              | [ 19 ]     |
| 8 de Maio       | Transparente                   | Mariza              | [ 20 ]     |
| 15 de Maio      | D'ZRT                          | D'ZRT               | [ 21 ]     |
| 22 de Maio      | D'ZRT                          | D'ZRT               | [ 22 ]     |
| 29 de Maio      | D'ZRT                          | D'ZRT               | [ 23 ]     |
| 5 de Junho      | D'ZRT                          | D'ZRT               | [ 24 ]     |
| 12 de Junho     | D'ZRT                          | D'ZRT               | [ 25 ]     |
| 19 de Junho     | X&Y                            | Coldplay            | [ 26 ]     |
| 26 de Junho     | D'ZRT                          | D'ZRT               | [ 27 ]     |
| 3 de Julho      | D'ZRT                          | D'ZRT               | [ 28 ]     |
| 10 de Julho     | D'ZRT                          | D'ZRT               | [ 29 ]     |
| 17 de Julho     | D'ZRT                          | D'ZRT               | [ 30 ]     |
| 24 de Julho     | D'ZRT                          | D'ZRT               | [ 31 ]     |
| 31 de Julho     | D'ZRT                          | D'ZRT               | [ 32 ]     |
| 7 de Agosto     | D'ZRT                          | D'ZRT               | [ 33 ]     |
| 14 de Agosto    | D'ZRT                          | D'ZRT               | [ 34 ]     |
| 21 de Agosto    | D'ZRT                          | D'ZRT               | [ 35 ]     |
| 28 de Agosto    | D'ZRT                          | D'ZRT               | [ 36 ]     |
| 4 de Setembro   | D'ZRT                          | D'ZRT               | [ 37 ]     |
| 11 de Setembro  | D'ZRT                          | D'ZRT               | [ 38 ]     |
| 18 de Setembro  | D'ZRT                          | D'ZRT               | [ 39 ]     |
| 25 de Setembro  | D'ZRT                          | D'ZRT               | [ 40 ]     |
| 2 de Outubro    | D'ZRT                          | D'ZRT               | [ 41 ]     |
| 9 de Outubro    | D'ZRT                          | D'ZRT               | [ 42 ]     |
| 16 de Outubro   | D'ZRT                          | D'ZRT               | [ 43 ]     |
| 23 de Outubro   | Playing the Angel              | Depeche Mode        | [ 44 ]     |
| 30 de Outubro   | Our Hearts Will Beat as One    | David Fonseca       | [ 45 ]     |
| 6 de Novembro   | Intensive Care                 | Robbie Williams     | [ 46 ]     |
| 13 de Novembro  | D'ZRT                          | D'ZRT               | [ 47 ]     |
| 20 de Novembro  | Confessions on a Dance Floor   | Madonna             | [ 48 ]     |
| 27 de Novembro  | D'ZRT                          | D'ZRT               | [ 49 ]     |
| 4 de Dezembro   | D'ZRT                          | D'ZRT               | [ 50 ]     |
| 11 de Dezembro  | A Espuma das Canções           | Rui Veloso          | [ 51 ]     |
| 18 de Dezembro  | Ancora                         | Il Divo             | [ 52 ]     |
| 25 de Dezembro  | Ao Vivo no Coliseu             | D'ZRT               | [ 53 ]     |